# 埃格尔恩
埃格尔恩（德語：Egeln，發音：[ˈeːɡl̩n] ⓘ）是德国萨克森-安哈尔特州萨尔茨兰县的城市，面积29.33平方千米，2023年12月31日人口为3,195人。